# 무미마일마

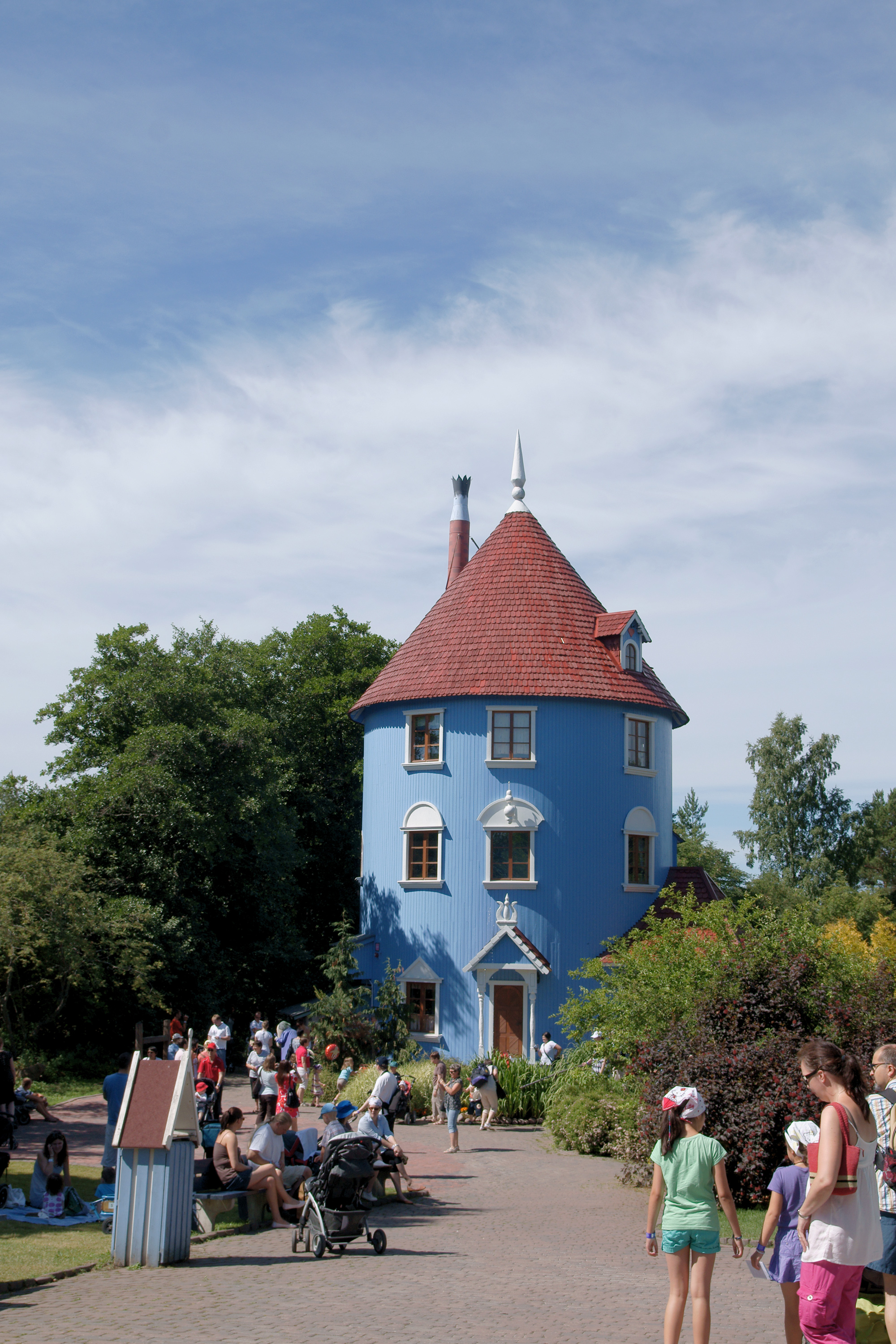
무미마일마에 있는 무민의 집

무미마일마(핀란드어: Muumimaailma, 스웨덴어: Muminvärlden)은 핀란드 난탈리에 있는 테마파크이다. 테마파크 안은 무민이 사는 마을처럼 꾸며져 있다. 다른 의미로는 무민월드이다.